# 프랑크 제임스
프랑크 제임스(Frank A. James III, 1953년 ~ )는 미국 비블리칼 신학교의 교장이다. 그는 고든 콘웰 신학교와 리폼드 신학교에서 역사신학을 강의했었다. 그의 전공은 종교개혁사인데 특별히 피터 버미글리 생애와 사상의 권위자이다. 텍사스 텍 대학교, 웨스트민스터 신학교, 옥스퍼드 대학교에서 앨리스터 맥그래스 지도하에 박사학위를 받았고 미국 웨스트민스터 신학교에서도 박사학위를 받았다.

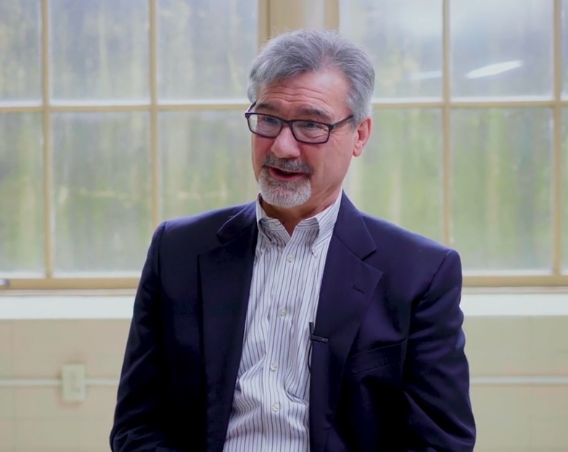
프랑크 제임스 박사

## 참고 문헌
- James, III, Frank (1998). 《Peter Martyr Vermigli and Predestination: The Augustinian Inheritance of an Italian Reformer》. Oxford University Press.